# ابوالفضل ابراهیمی
ابوالفضل ابراهیمی (زاده ۱ مهر ۱۳۶۱ - قزوین) بازیکن فوتبال اهل ایران است. این بازیکن در طول در دوران حضورش، در تیم‌های مختلفی  از جمله صبا قم و پیکان و مشارکت داشته‌است.

## لینک های خارجی
Abolfazl Ebrahimi بایگانی‌شده  در ۲۲ دسامبر ۲۰۱۸ توسط Wayback Machine سازمان لیگ ایران